# Sergio Nasca
Sergio Nasca (né le 1er août 1937 à Rome et mort le 14 août 1989 dans la même ville) est un réalisateur et scénariste italien.

## Filmographie

### Comme réalisateur
- 1974 : Le Profiteur (titre original : Il saprofita)
- 1975 : Vergine, e di nome Maria
- 1977 : Stato interessante
- 1982 : Il paramedico (it)
- 1987 : D'Annunzio
- 1988 : La posta in gioco (it)

### Comme scénariste
- 1975 : Vergine, e di nome Maria
- 1977 : Stato interessante
- 1987 : D'Annunzio
- 1988 : La posta in gioco (it)